# Popayanita
Popayanita is een geslacht van vlinders van de familie bladrollers (Tortricidae).

## Soorten
- P. hydrochoa (Meyrick, 1930)
- P. ptycta (Razowski, 1987)